# Ida Dequeecker
Ida Dequeecker (née à Gand, le 25 mars 1943) est une féministe, active dans les mouvements Dolle Mina et BOEH, et une femme politique belge trotskyste membre du Socialistische Arbeiderspartij.

## Biographie

### Féminisme

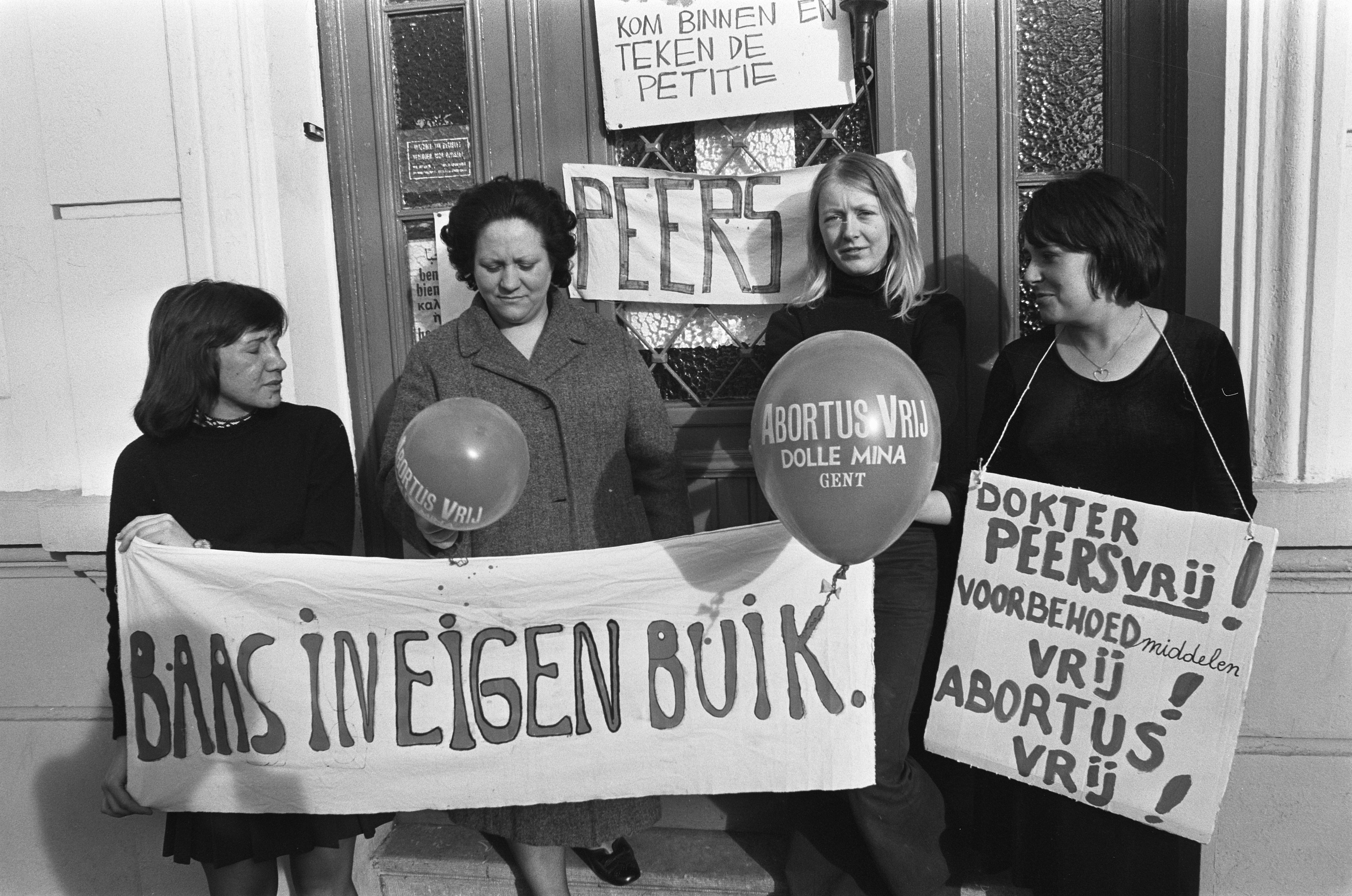
Manifestation de Dolle Mina à Gand en faveur de l'avortement

Ida Dequeecker est une des premières membres de Dolle Mina en Flandre en 1970, un mouvement de la deuxième vague du féminisme. Dolle Mina se fait remarquer par ses actions spectaculaires et provocantes. Une de leurs premières actions est l'occupation des bureaux d'une société qui n'autorise pas ses employées féminines à fumer, contrairement aux employés masculins, avec le slogan : Les femmes aussi ont droit au cancer du poumon !. Par la suite, elles distribuent des pilules contraceptives dans les rues d'Anvers, perturbent l'élection de Miss Belgique en 1971, qu'Ida Dequeecker décrit comme une « inspection du bétail ». La légalisation de l'avortement est leur principale revendication : Baas in eigen buik (littéralement : Chef dans mon ventre),,,.
Elle est également membre du Vrouwen Overleg Komitee (ensuite nommé Furia), une organisation féministe fondée en 1972 qui organise notamment, en Belgique, la journée annuelle de la femme le 11 novembre,, et elle est cofondatrice de la coordination Fem-soc, qui rassemble des groupes de femmes de gauche.
Vers 2010, elle est active dans le groupe d'action féministe et antiraciste, Boss over own head (BOEH), qui revendique le droit, pour les femmes, de porter le foulard islamique, : « Les femmes doivent pouvoir choisir ce qu'elles portent : lingerie, jean ou foulard ».
En sa qualité de militante féministe, elle donne souvent des conférences, participe à des débats, écrit des articles d'opinion.

### Le trotskisme
Son engagement féministe la conduit à la Ligue ouvrière révolutionnaire trotskyste (RAL, qui devient ensuite la Gauche anticapitaliste/Socialistische Arbeiderspartij, SAP).
Aux élections flamandes de 2014, elle figure à la 17e place comme candidate indépendante sur la liste électorale du Partij van de Arbeid van België (PVDA, parti du travail de Belgique). Elle obtient 1 301 voix de préférence dans la circonscription électorale d'Anvers .

### Vie privée
Ida Dequeecker est la petite-fille de l'écrivain Willem Elsschot. Elle a été la compagne, durant de nombreuses années, de Robbe De Hert et a joué un rôle majeur dans sa formation idéologique. Robbe De Hert réalise le film Camera sutra of de bleekgezichten en 1973, qui dénonce l'hypocrisie de la bourgeoisie belge à travers un montage d'images d'actualité. Ils y jouent tous deux leurs propres personnages. Ida Dequeecker a deux fils,.

## Publications

### Livres
- Ida Dequeecker, Abortus : de vrouw beslist, 1976, Anvers, Lesoil
- Frieda van Gorp, Ida Dequeecker, Vrouwenemancipatie : we love our girls, 1971, Anvers, De Moralist

### Articles (sélection)
- Voer hoofddoekendebat niet boven de hoofden van moslima’s, dans De Standaard, 29 juin 2020 [(nl) lire en ligne]
- Le marxisme et l'oppression des femmes, La Gauche, 2004. [lire en ligne]
- 1970-1990 : La longue marche des femmes pour gagner un morceau de liberté, La Gauche, 1990
- Monument van de abortusstrijd overleden, De Wereldmorgen, 19 mai 2017. [(nl) lire en ligne]
- Doen vrouwen het zichzelf aan ?, De Wereldmorgen, 7 juin 2016. [(nl) lire en ligne]
- Antwerpse campagne tegen seksuele intimidatie – “wees mooi en zwijg”, De Wereldmorgen, 1er juin 2016, [(nl) lire en ligne]
- Liever lastig dan Beslist feminist, De Wereldmorgen, 31 mai 2016 [(nl) lire en ligne]
- Het bedrieglijk vrijheidsfeminisme van Gwendolyn Rutten, De Wereldmorgen, 23 mai 2016 [(nl) lire en ligne]
- Cologne et l’image du réfugié dangereux, Cologne, Presse toi à gauche, janvier 2019, [lire en ligne]

## Sources et références
- (nl) Cet article est partiellement ou en totalité issu de l’article de Wikipédia en néerlandais intitulé « Ida Dequeecker » (voir la liste des auteurs).

1. ↑  Koninklijk Besluit Nationale Orden; Etaamb; 10 december 2004
2. ↑  « Le féminisme est dans la rue — En Flandre, les Dolle Mina », sur d-meeus.be (consulté le 17 février 2021)
3. ↑  (nl) « Andere Tijden: Dolle Mina's », sur Humo, 18 mars 2010
4. ↑  Dolle Mina, RoSa vzw
5. ↑  Ida Dequeecker, feministe van het eerste uur; De Morgen; 18 juillet 2003
6. ↑  Feminisme, tweede golf; Gendergeschiedenis.be
7. ↑  Vrouwen Overleg Komitee
8. ↑  (nl) « Keulen en het beeld van de gevaarlijke vluchteling », sur De Wereld Morgen, 8 janvier 2016
9. ↑  « Entretien avec Ida Dequeecker (Plateforme « BOEH »): « Défendre le libre choix des femmes» », sur lcr-lagauche.be (consulté le 17 février 2021)
10. ↑  (nl) « Met overtuiging », sur Kif Kif, 3 mai 2012 (version du 5 février 2016 sur Internet Archive)
11. ↑  (nl) « Ida Dequeecker, feministe van het eerste uur - Media », sur Godsdienstonderwijs.be (consulté le 17 février 2021)
12. ↑  (nl) « 40 jaar lef, lust en links engagement », sur Indymedia, 2 mars 2009
13. ↑  Fiche Ida Dequeecker; PVDA+
14. ↑  Uitslagen Vlaams verkiezingen 2014: kieskring Antwerpen; vlaanderenkiest.be
15. ↑  (nl) Wim Geldof, Maurice Dequeecker 1905 - 1985 . Pionier van het sociaal toerisme. Onderwijsmens. 28 Jaar burgemeester van Deurne, de grootste randgemeente van Antwerpen, VUBPress, 2009, p. 22
16. ↑  (nl) « Camera Sutra, of de bleekgezichten | Sabzian », sur www.sabzian.be (consulté le 17 février 2021)